# Burdignin
Burdignin – miejscowość i gmina we Francji, w regionie Owernia-Rodan-Alpy, w departamencie Górna Sabaudia.
Według danych na rok 1990 gminę zamieszkiwało 439 osób, a gęstość zaludnienia wynosiła 44 osób/km² (wśród 2880 gmin regionu Rodan-Alpy Burdignin plasuje się na 1199. miejscu pod względem liczby ludności, natomiast pod względem powierzchni na miejscu 1123.).